# (12538) 1998 OH
1998 أو إتش (ويعرف أيضًا باسم (12538) 1998 أو إتش وفق تسمية الكوكب الصغير) (بالإنجليزية: 1998 OH)‏ هو كويكب ضمن حزام الكويكبات؛ وترتيبه 12538 من حيث الاكتشاف.
اكتُشف هذا الجُرم الفلكي بواسطة تعقب الأجرام القريبة من الأرض في 19 يوليو 1998.

## وصلات خارجية
- (12538) 1998 OH في قاعدة بيانات مختبر الدفع النفاث لأجرام النظام الشمسي الصغيرة

- الاكتشاف · مخطط المدار ·  العناصر المدارية · المعلمات المادية

- (12538) 1998 OH على موقع ويكي سكاي: DSS2, SDSS, GALEX, IRAS, Hydrogen α, X-Ray, Astrophoto, Sky Map, Articles and images